# 北通
北通（きたどおり）とは、青森県むつ市から同県下北郡佐井村長後を結ぶ街道。別称 田名部佐井道、北通道

## 概要
藩政時代、北郡田名部村（現 むつ市）の田名部代官所を起点に、川代－大畑－下風呂－易国間－大間－奥戸－佐井を経て、同郡長後村牛滝へ至る盛岡藩の脇街道。名前の由来は、下北半島北側の太平洋沿岸を北通(田名部代官所から北に向かう通りのため。その後、海岸に至って北西に向かい、本州最北端の大間から南に向かう)と称することによる。田名部から大畑、大間は国道279号、大間から佐井、牛滝集落付近の間は国道338号に相当する(ただし、一部区間で山々が海岸沿いまで迫っているため、海運が中心で陸街道の整備や利用がどの程度であったかは不詳である)。

街道の各岸の田名部七湊と呼ばれる下北諸湊は、檜と長崎俵物を上り荷とする廻船寄港地として知られ、廻船問屋が軒を連ねていた。また、大間には大間野と奥戸野という盛岡藩の公牧があった。

江戸時代後半までは盛岡藩による下北半島の森林資源管理のため田名部街道が重要視されていたが、ロシア船の南下など異国船の出没にともない、幕府によって 享和3年（1803年）から佐井湊（下北郡佐井村）は箱館へ渡航地と位置づけられる。幕府の役人をはじめ、盛岡藩・仙台藩の藩兵を蝦夷地警備に渡すため、田名部以降の大畑、大間、佐井への道筋も整備されていった。

下風呂村には温泉が湧きだしており、安政3年（1856年）藩主南部利剛の下北の台場巡見に同行した漆戸茂樹の『若葉の幣(ぬさ)』では松前、八戸、津軽などから湯あみに来る人多しと、湯治客も多くにぎわう様子が描かれている。

## 宿場・人馬継立所
- 田名部　 （青森県むつ市）
- 関根　　　（ 同県 むつ市）
- 正津川　 （ 同県 むつ市）
- 大畑　　　（ 同県 むつ市）
- 下風呂　 （ 同県 下北郡風間浦村）
- 異国間　 （ 同県　同郡 風間浦村）
- 蛇浦　　 （ 同県　同郡 風間浦村）
- 大間 　　（ 同県　同郡 大間町）
- 奥戸 　　（ 同県　同郡 大間町）
- 佐井　　 （ 同県　同郡 佐井村）
- 長後　　 （ 同県　同郡 佐井村）
- 福浦　　 （ 同県　同郡 佐井村）
- 牛瀧　 　（青森県下北郡佐井村）

　（安政4年(1857年)2月）

## 参考資料
- 青森県史編さん近世部会『青森県史 資料編 近世篇 4 南部１ 盛岡藩』青森県、2003年3月3日。
- 『むつ市史 近世編』青森県むつ市、1988年3月31日。
- 「角川日本地名大辞典」編纂委員会『角川日本地名大辞典 2 青森県』角川書店、1985年12月1日。ISBN 4040010205。
- 波川健治『街道の日本史 4 下北・渡島と津軽海峡』吉川弘文館、2001年7月10日。ISBN 4-642-06204-1。
- 渡辺信夫『東北の街道 道の文化史いまむかし』無明舎出版、1998年7月15日。ISBN 4-89544-188-1。